# Amphiascoides petkovskii
Amphiascoides petkovskii är en kräftdjursart som beskrevs av Lang 1965. Amphiascoides petkovskii ingår i släktet Amphiascoides och familjen Diosaccidae. Inga underarter finns listade i Catalogue of Life.